# Långnäsudden (naturreservat, Söderhamns kommun)
Långnäsudden är ett naturreservat i Söderhamns kommun i Gävleborgs län.
Området är naturskyddat sedan 2016 och är 37 hektar stort. Reservatet består av lövskog och blandskog och är belägen på udden med detta namn i östra delen av sjön Bergviken.